# Порта цркве Успења Пресвете Богородице у Бељини
Порта цркве Успења Пресвете Богородице у Бељини, у приградском насељу Чачка представља археолошко налазиште.
Најстарији трагови живота на налазишту припадају праисторијском раздобљу, према типолошким особинама грнчарије културни хоризонт се датује у прелазни период из бронзаног у гвоздено доба. Млађи културни хоризонт припада античком периоду и карактеришу га два стратиграфски и типолошки издвојена слоја. Старији антички хоризонт могао би се описати као део насеобинског комплекса и датује се у другу половину 2. и почетак 3. века. Од друге половине 3. века до половине 4. века овај простор је коришћен за сахрањивање. По начину сахрањивања и погребном обреду некропола је биритуална. Најзначајније откриће на некрополи представља објекат квадратне основе 5х5m, очуван у нивоу пода у темељној зони. Објекат се издваја по разноврсности и лепоти архитектонског украса (стубови са коринтским капителима, богато украшени архитрави и венци, архиволте са украсом барске птице која у кљуну држи змију, акторетије). Слаба очуваност грађевине онемогућава поуздано одређивање њене намене, мада је највероватније имала меморијални карактер.
Археолошка истраживања на локалитету спроведена су у организацији Народног музеја у Чачку уз сарадњу са Филозофским факултетом у Београду.